# Koos du Plessis

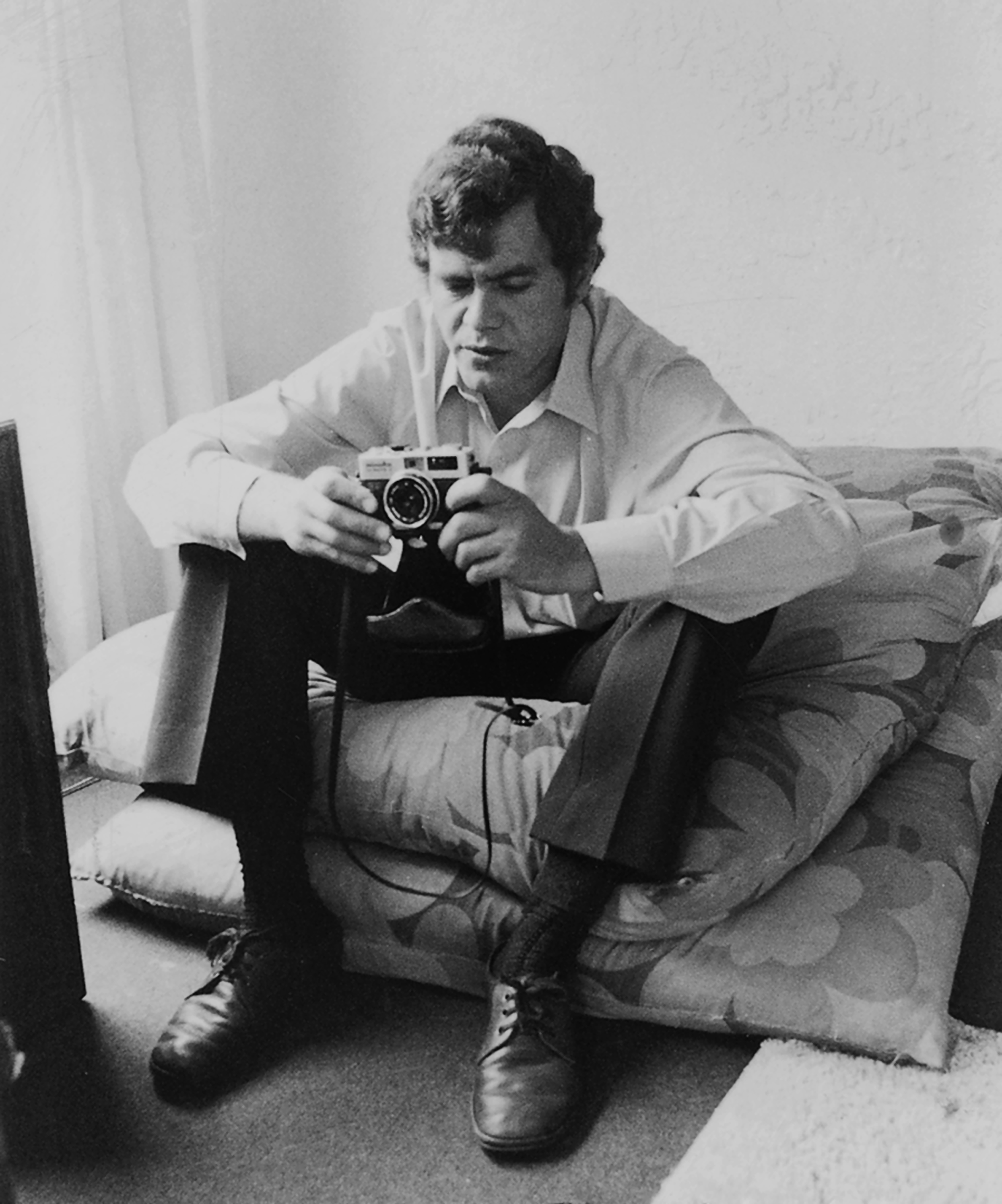
Koos du Plessis

Jacobus „Koos“ Johannes du Plessis (* 10. Mai 1945 in Rustenburg; † 15. Januar 1984 bei Krugersdorp), auch als Koos Doep bekannt,  war ein südafrikanischer Singer-Songwriter und Poet. Obwohl die meisten seiner Werke sehr gute Kritiken erhielten, war sein größter Erfolg des Liedes Kinders van die Wind (Kinder des Windes), das von Laurika Rauch interpretiert wurde.

## Leben
Koos du Plessis wurde als das Jüngste von vier Kindern geboren und wuchs in der Minenstadt Springs auf. Nach der Schule besuchte er die Universität von Pretoria und die Witwatersrand-Universität, wo er den Studiengang Afrikaans-Nederlands absolvierte. An der Universität lernte er auch seine zukünftige Frau Mornay kennen. Das Paar hatte drei Töchter, Irma, Karien und Karla. Über jede dieser vier Frauen in seinem Leben schrieb Koos später ein Lied.
Koos arbeitete als Journalist und Redakteur für verschiedene, auf Afrikaans erscheinende Publikationen (Oggendblad, Die Vaderland, Die Nataller und Die Transvaler).
Im Jahr 2010 wurden zwei Alben in den Niederlanden veröffentlicht. Das erste war Ofschaaid Zunder Woorden, auf dem Wia Buze und Klaas Spekken Lieder du Plessis auf Gronings singen. Karla du Plessis hat ebenfalls einen Auftritt und singt ein Duett. 
Das zweite Album Die Land Van Blou Saffiere war eine Veröffentlichung der Tussen Kontinente Serie. Es enthielt ein Buch mit einer Biographie, Texte mit Fußnoten und Erläuterungen, sowie eine CD mit 20 Liedern Koos du Plessis’.
In den frühen Morgenstunden des 15. Januar 1984 starb er bei einem Autounfall nahe Krugersdorp.

## Werke

### Literarische Werke
- 1985: Om jou verlaas te groet: nagelate verse, ISBN 0-7981-1871-7
- 1995: Skink nog ʾn uur in my glas: nagelate verse, ISBN 1-874901-41-4
- 2004: Erfdeel, ISBN 1-919980-20-2

### Diskografie
- 2010: Ofschaaid Zunder Woorden
- 2010: Die Land Van Blou Saffiere (mit Begleitbuch, ISBN 978-90-815659-1-2)